# Kirkuk FC
Kirkuk Football Club (em árabe: نادي كركوك) é um clube de futebol com sede em Quircuque, no Iraque.

## História
Foi fundado em 1947 como Kirkuk, antes de se tornar Wahid Huzairan em 1977. Em 1991, o clube mudou seu nome de volta para Kirkuk.
O time participou do Primeira Liga Iraquiana pela primeira vez em 1983-84, mas foi rebaixado por várias temporadas para as divisões inferiores, antes de retornar à primeira divisão mais tarde, ganhando a Divisão 1 do Iraque em 2000-01.
Atualmente, o clube disputa apenas o campeonato regional do Curdistão.